# ميشيما (شيزوكا)
مدينة ميشيما (بالإنجليزية: Mishima)‏ هي أحد المدن التابعة لمحافظة شيزوكا. تأسست رسميًا في 29/04/1941. ويقدر عدد سكانها بـ 112320 نسمة حسب تقدير مكتب الإحصاء الياباني لعام 2012. تبلغ مساحة ميشيما 62.13 كم2. بكثافة سكانية تبلغ 1808 نسمة/كم2.

## المناخ
يظهر الجدول التالي التغييرات المناخية على مدار السنة لميشيما:
| البيانات المناخية لـميشيما        | البيانات المناخية لـميشيما | البيانات المناخية لـميشيما | البيانات المناخية لـميشيما | البيانات المناخية لـميشيما | البيانات المناخية لـميشيما | البيانات المناخية لـميشيما | البيانات المناخية لـميشيما | البيانات المناخية لـميشيما | البيانات المناخية لـميشيما | البيانات المناخية لـميشيما | البيانات المناخية لـميشيما | البيانات المناخية لـميشيما | البيانات المناخية لـميشيما |
| الشهر                             | يناير                      | فبراير                     | مارس                       | أبريل                      | مايو                       | يونيو                      | يوليو                      | أغسطس                      | سبتمبر                     | أكتوبر                     | نوفمبر                     | ديسمبر                     | المعدل السنوي              |
| --------------------------------- | -------------------------- | -------------------------- | -------------------------- | -------------------------- | -------------------------- | -------------------------- | -------------------------- | -------------------------- | -------------------------- | -------------------------- | -------------------------- | -------------------------- | -------------------------- |
| متوسط درجة الحرارة الكبرى °م (°ف) | 10.9 (51.6)                | 11.2 (52.2)                | 14.0 (57.2)                | 19.1 (66.4)                | 23.1 (73.6)                | 25.7 (78.3)                | 29.0 (84.2)                | 30.9 (87.6)                | 27.4 (81.3)                | 22.3 (72.1)                | 18.0 (64.4)                | 13.4 (56.1)                | 20.4 (68.8)                |
| المتوسط اليومي °م (°ف)            | 5.0 (41.0)                 | 5.6 (42.1)                 | 8.6 (47.5)                 | 13.9 (57.0)                | 18.1 (64.6)                | 21.5 (70.7)                | 25.0 (77.0)                | 26.3 (79.3)                | 22.9 (73.2)                | 17.2 (63.0)                | 12.3 (54.1)                | 7.3 (45.1)                 | 15.3 (59.6)                |
| متوسط درجة الحرارة الصغرى °م (°ف) | −0.5 (31.1)                | 0.4 (32.7)                 | 3.3 (37.9)                 | 8.9 (48.0)                 | 13.2 (55.8)                | 17.9 (64.2)                | 21.9 (71.4)                | 22.7 (72.9)                | 19.1 (66.4)                | 12.7 (54.9)                | 7.2 (45.0)                 | 1.7 (35.1)                 | 10.7 (51.3)                |
| الهطول مم (إنش)                   | 73.9 (2.91)                | 87.0 (3.43)                | 153.2 (6.03)               | 161.6 (6.36)               | 165.3 (6.51)               | 251.3 (9.89)               | 198.1 (7.80)               | 221.8 (8.73)               | 221.8 (8.73)               | 154.0 (6.06)               | 110.1 (4.33)               | 60.7 (2.39)                | 1٬858٫8 (73.17)            |
| متوسط تساقط الثلوج سم (إنش)       | 2 (0.8)                    | 1 (0.4)                    | 0 (0)                      | 0 (0)                      | 0 (0)                      | 0 (0)                      | 0 (0)                      | 0 (0)                      | 0 (0)                      | 0 (0)                      | 0 (0)                      | 0 (0)                      | 3 (1.2)                    |
| متوسط الرطوبة النسبية (%)         | 66                         | 66                         | 67                         | 71                         | 73                         | 78                         | 80                         | 78                         | 78                         | 76                         | 74                         | 70                         | 73                         |
| ساعات سطوع الشمس الشهرية          | 172.9                      | 145.3                      | 160.1                      | 155.4                      | 175.9                      | 121.3                      | 132.2                      | 180.1                      | 130.2                      | 139.9                      | 144.6                      | 169.2                      | 1٬827٫1                    |
| المصدر: NOAA (1961–1990)          |                            |                            |                            |                            |                            |                            |                            |                            |                            |                            |                            |                            |                            |

## توأمة
لميشيما (شيزوكا) اتفاقيات توأمة مع:
- باسادينا

## أعلام
- ماكوتو أووكا
- هيروشي تاكانو
- هيكاري تاكاغي
- كازوما سوزوكي
- ايفيل